# SPARC T3
SPARC T3 (кодовое имя «Rainbow Falls», «UltraSPARC KT», «UltraSPARC T3») — многоядерный многопоточный микропроцессор с системой команд SPARC V9, выпущенный компанией Oracle Corporation в 2010 году. Преемник процессора UltraSPARC T2. В 2011 году был представлен процессор-преемник SPARC T4.

## История
В октябре 2006 года компания Sun объявила, что микропроцессор Niagara 3 будет выпущен по технологии 45 нм. В июне 2008 года журнал The Register сообщил, что новый процессор будет иметь 16 ядер по 16 потоков в каждом. На конференции Hot Chips 21, Sun объявила, что процессор содержит 16 ядер и имеет 128 потоков.
Ранее процессор носил кодовое название KT. 16 июня 2010 года в исходниках OpenSolaris появилась поддержка нового процессора, где он был назван UltraSPARC T3.
20 сентября 2010 года был официально представлен под названием SPARC T3 во время конференции Oracle OpenWorld 2010.

## Особенности
- 16 ядер SPARC V9
- 8 потоков на ядро; всего 128 потоков
- Тактовая частота 1,65 ГГц
- Технология 40 нм TSMC, HP process, 11 слоев (медь), 4 типа транзисторов.[5]

## Применение
С выпуском процессора SPARC T3 на рынок была выведена новая линейка серверов Oracle SPARC серии T, фактически заменившая собой CoolThreads сервера на UltraSPARC T2/T2+ прежней линейки SPARC Enterprise. Обновление затронуло не все модели предыдущей линейки, уменьшив количество новых моделей серверов до четырёх:
- SPARC T3-1 (один сокет)
- SPARC T3-2 (два сокета)
- SPARC T3-4 (четыре сокета)
- SPARC T3-1B (лезвие для Sun Blade 6000)